# Assevent
 Assevent  es una población y comuna francesa, en la región de Alta Francia, departamento de Norte, en el distrito de Avesnes-sur-Helpe y cantón de Maubeuge-Nord.

## Demografía
| 708 | 924 | 1360 | 1599 | 1940 | 1875 |
| Para los censos de 1962 a 1999 la población legal corresponde a la población sin duplicidades (Fuente: INSEE [Consultar]) |     |      |      |      |      |